# 李美玲
李美玲（英語：Tracy Lee Mei Leng，1985年6月19日—），马来西亚籍新加坡演員、電視主持人。2013年至2015年入围红星大奖十大最受欢迎女艺人。